# La Puerta (Catamarca)
La Puerta es una ciudad turística de la provincia de Catamarca, Argentina, cabecera del departamento Ambato, al pie de la sierra de Ambato, a 870 m s. n. m.; en un abra donde el río del Valle la divide en dos bandas: la Norte y la Sur.
Se accede desde la ciudad de San Fernando del Valle de Catamarca a través de la ruta provincial 1.

## Turismo
- Iglesia de Nuestra Sra. del Rosario
- La Rinconada: yacimiento arqueológico
- Cueva de Cubas
- Museo Arquológico Municipal
- Cruce La Puerta
- Y los pueblos cercanos de Huaycama y Colpes.
- Costanera: cuenta con dos hermosos ríos en los cuales se puede disfrutar de un día en familia, contando varios sectores con parrillas y muy buena sombra.
- Existen varios circuitos para realizar mountain bike existiendo diversos campeonatos fomentados por diferentes entes con entrega de premios a sus ganadores.

## Población
Cuenta con 706 habitantes (Indec, 2010), lo que representa un descenso del 6% frente a los 752 habitantes (Indec, 2001) del censo anterior.
| Gráfica de evolución demográfica de La Puerta entre 1991 y 2010 |
|                                                                 |
| Fuente: Censos nacionales del INDEC                             |

## Parroquias de la Iglesia católica en La Puerta
| Diócesis  | Catamarca                  |
| --------- | -------------------------- |
| Parroquia | Nuestra Señora del Rosario |